# Stefan Kłusek
Stefan Marian Kłusek (ur. 25 marca 1904, zm. 27 lipca 1935) – podporucznik obserwator Wojska Polskiego.

## Życiorys
Na stopień podporucznika został mianowany ze starszeństwem z 1 stycznia 1930 i 44. lokatą w korpusie oficerów rezerwy aeronautyki. Posiadał przydział w rezerwie do 5 Pułku Lotniczego w Wilnie. Był pracownikiem Instytutu Badań Technicznych Lotnictwa. Zginął śmiercią lotnika 27 lipca 1935 roku pod Okęciem (w okolicy wsi Gorzkiewki) przy oblatywaniu prototypu PZL P-23 II Karaś wraz z załogą (por. pilot Aleksander Kremieniecki i por. obs. Tadeusz Odrowąż-Pieniążek – oficerowie Instytutu Badań Technicznych Lotnictwa). Pochowany na cmentarzu Powązkowskim w Warszawie (kwatera 293-3-20).